# Kreisjugendkonvent
Der Kreisjugendkonvent (KJK) ist in verschiedenen Landeskirchen (beispielsweise die Evangelische Jugend Berlin-Brandenburg-schlesische Oberlausitz) das höchste Gremium der  EKD auf kreiskirchlicher Ebene zur Interessenvertretung der Evangelischen Jugend. Zu seinen Aufgaben gehört es, die Kommunikation der Jungen Gemeinden im Kirchenkreis zu fördern und einen Kontakt zu anderen Kirchenkreisen und Organisationen der Evangelischen Jugend aufrechtzuerhalten. Er berät bei allen kreiskirchlichen Fragen, die die Evangelische Jugend betreffen, plant und organisiert Projekte und Veranstaltungen der Evangelischen Jugend auf kreiskirchlicher Ebene und verwaltet (ggf. zusammen mit dem Kreisjugendwart) den Haushaltsplan für die Evangelische Jugend im Kirchenkreis. Es steht im frei, zur Bearbeitung einzelner Projekte Beiräte und zur Vorbereitung der regelmäßig abzuhaltenden Sitzungen einen Vorstand zu bilden.
Der Kreisjugendkonvent ist mit zwei gewählten, stimmberechtigten Vertretern in der Kreissynode vertreten. Darüber hinaus bemüht er sich um einen regelmäßigen Austausch mit den landeskirchlichen Gremien der Evangelischen Jugend, indem er gewählte Vertreter in landeskirchliche Gremien (Landesjugendversammlung bzw. Landesjugendkonvent) entsendet und die Jugendkammer bei landeskirchlichen Projekten unterstützt.